# 986
Раннє Середньовіччя •  Епоха вікінгів •  Золота доба ісламу •  Реконкіста

## Геополітична ситуація
Візантію очолює Василій II Болгаробійця. Малолітній Оттон III є формальним правителем Священній Римській імперії.
Королем Західного Франкського королівства став, принаймні формально, Людовик V.
Апеннінський півострів розділений між численними державами: північ належить Священній Римській імперії, середню частину займає Папська область, на південь від Римської області лежать невеликі незалежні герцогства, деякі області на півночі та на півдні належать Візантії, інші окупували сарацини. Південь Піренейського півострова займає Кордовський халіфат на чолі з Хішамом II. Північну частину півострова займають королівство Астурія і королівство Галісія та королівство Леон, де править Бермудо II.
Королівство Англія очолює Етельред Нерозумний.
У Київській Русі триває правління Володимира. У Польщі править Мешко I. Перше Болгарське царство частково захоплене Візантією, в іншій частині править цар Самуїл. У Хорватії править король Степан Држислав. Великим князем мадярів є Геза.
Аббасидський халіфат очолює ат-Таї, в Єгипті владу утримують Фатіміди, в Середній Азії — Саманіди, починається становлення держави Газневідів. У Китаї продовжується правління династії Сун. Значними державами Індії є Пала, Пратіхара, Чола. В Японії триває період Хей'ан.

## Події
- 17 серпня — у битві біля Траянових воріт болгари на чолі з царем Самуїлом завдали поразки візантійцям.
- Королем Західного Франкського королівства став Людовик V.
- Свен I Вилобородий став королем Данії.
- Норвезький король Гокон Сігурдссон дав відсіч вторгненню данів.
- Аль-Мансур, фактичний правитель Аль-Андалусу, продовжуючи кампанію проти християн на півночі, взяв місто Коїмбра.
- Вікінг Б'ярні Герйольфссон досяг узбережжя Північної Америки.
- Похід військ династії Сун проти киданів Ляо зазнав невдачі[1].

## Померли
- Гаральд I Синьозубий
- Лотар (король Франції)